# Лонг Ајленд
Лонг Ајленд (енгл. Long Island) је острво пред атлантском обалом САД од које је раздваја пролаз Ист Ривер. Површина острва износи 3.629 km2. Према попису из 2020. на острву је живело 8.063.232 становника.
Лонг Ајленд је највеће острво континенталних САД и најнастењеније острво међу свим америчким државама и територијама, односно 17. најнастањеније острво на свету, тако да има више становништва него јапанско острво Хокаидо или државе као што су Република Ирска и Јамајка. Као што му име говори, острво је прилично дуго и простире се дужином од 190 km од њујоршке луке, док је релативно узак па у просјеку има између 18 и 32 km између обале Атлантика и Залива Лонг Ајленд. Амерички Индијанци су Лонг Ајленд прозвали Паумонаук, што значи „острво у облику рибе”. 
На западном делу Лонг Ајленда се налазе њујоршке градске општине Бруклин (округ Кингс) и Квинс (округ Квинс); источно од њих се налазе окрузи Насо и Сафок. Међутим, колоквијално се назив „Лонг Ајленд” или „Ајленд” (Острво) користи једино за приградске/сеоске округе Насо и Сафок; више градска насеља Бруклин и Квинс се сматрају делом града Њујорка. На острву се налази и аеродром Џон Ф. Кенеди.